# ديفون موراي
ديفون موراي (بالإنجليزية: Devon Murray)‏ (و. 1988  م) هو ممثل، وممثل أفلام أيرلندي، ولد في مقاطعة كيلدير.

## وصلات خارجية
- ديفون موراي على موقع IMDb (الإنجليزية)
- ديفون موراي على موقع ألو سيني (الفرنسية)
- ديفون موراي على موقع أول موفي (الإنجليزية)
- ديفون موراي على موقع قاعدة بيانات الأفلام السويدية (السويدية)
- ديفون موراي على موقع إن إن دي بي (الإنجليزية)
- ديفون موراي على موقع قاعدة بيانات الفيلم (الإنجليزية)
- ديفون موراي على موقع كينوبويسك (الروسية)